# شون كينارد
شون كينارد (بالإنجليزية: Sean Kennard)‏ هو عازف بيانو أمريكي، ولد في 3 أكتوبر 1984 في سان دييغو في الولايات المتحدة.

## وصلات خارجية
- شون كينارد على موقع ميوزك برينز (الإنجليزية)